# Langpootpieper
De langpootpieper (Anthus pallidiventris) is een soort zangvogel uit de familie piepers en kwikstaarten van het geslacht Anthus.

## Verspreiding en leefgebied
Deze soort telt twee ondersoorten:
- A. p. pallidiventris: van zuidelijk Kameroen tot noordwestelijk Angola.
- A. p. esobe: centraal Congo-Kinshasa.